# ウィリアム・マーシャル (初代ペンブルック伯)
ウィリアム・マーシャル（William Marshall, 1136年頃/1144年頃 - 1219年5月14日）は、プランタジネット朝イングランドの政治家にして騎士。初代ペンブルック伯、ロングヴィル伯、軍務伯（アール・マーシャル）。フランス語名ではギヨーム・ル・マレシャル（Guillaume le Maréchal）。父はジョン・マーシャル、母は初代ソールズベリー伯パトリックの姉妹シビル。
騎士としての活躍は目覚しいもので、生涯でおそらく500以上の試合をしたと思われるが、1度たりとも負けたことはなかったという伝説を残している。プランタジネット朝の若ヘンリー王、ヘンリー2世、リチャード1世、ジョン王、ヘンリー3世の5人の王に仕え、卑賤の身分からイングランドの摂政、そしてヨーロッパで最も有力な人間の一人となった。
ウィリアムの登場以前、マーシャルという言葉はイングランド王の家政機構の中で「厩の長官・警護役」でしかなかったが、彼が死去した時には、単に「マーシャル」と言えばそれでイングランドはもちろん、ヨーロッパ中の人間がウィリアム・マーシャルを連想するほどであった。

## 生涯

### 少年期
1136年または1144年頃、ウィルトシャーの小規模な地主の家に生まれる。祖父ギルバートは地主でありながらイングランド王ヘンリー1世に厩役（軍務伯、アール・マーシャル）としても仕え、王家の馬の管理を任された。父ジョンもアール・マーシャルを受け継いでヘンリー1世に仕え、役職名マーシャルを姓として名乗った。ウィルトシャーの小さな所領の女相続人と結婚もしていて、2人の子（ギルバートとウォルター、ウィリアムの異母兄）を儲けた。
イングランドが無政府時代に入ると父は初めヘンリー1世の甥スティーブンに仕えたが、1139年にヘンリー1世の娘マティルダに寝返り、妻と離婚してソールズベリー伯爵パトリックの妹シビルと再婚した。この夫婦の間に次男として生まれたのがウィリアムである。
1152年、ウィリアムが8歳頃の時、父に捨てられる経験をしている。この頃スティーブンの軍によりニューベリー城を包囲された時、スティーブンはジョンが休戦を求める代わりに四男のウィリアムを人質として要求、ウィリアムは敵陣へ送られた。だが、父が約束を破ってしまったためスティーブンがウィリアムを縛り首にすると恫喝すると、父は「好きにしろ、俺にはもっとマシな息子作るハンマーと鉄床があるんだからな！」と答えたという。しかし、スティーブンの慈悲によりウィリアムは殺されず、2ヶ月の間人質として捕らえられた。1153年にスティーブンとマティルダの息子アンリ（後のヘンリー2世）が和睦して無政府時代が終焉、翌1154年にスティーブンが死去してヘンリー2世が即位、ウィリアムは無事両親の下へ返された。父はマティルダへの貢献の報酬としてウィルトシャーの荘園を与えられ富裕になったが、役職と遺産は長男で異母兄ギルバートが相続するためウィリアムは自立を考えなければならなかった。

### 遍歴の騎士時代

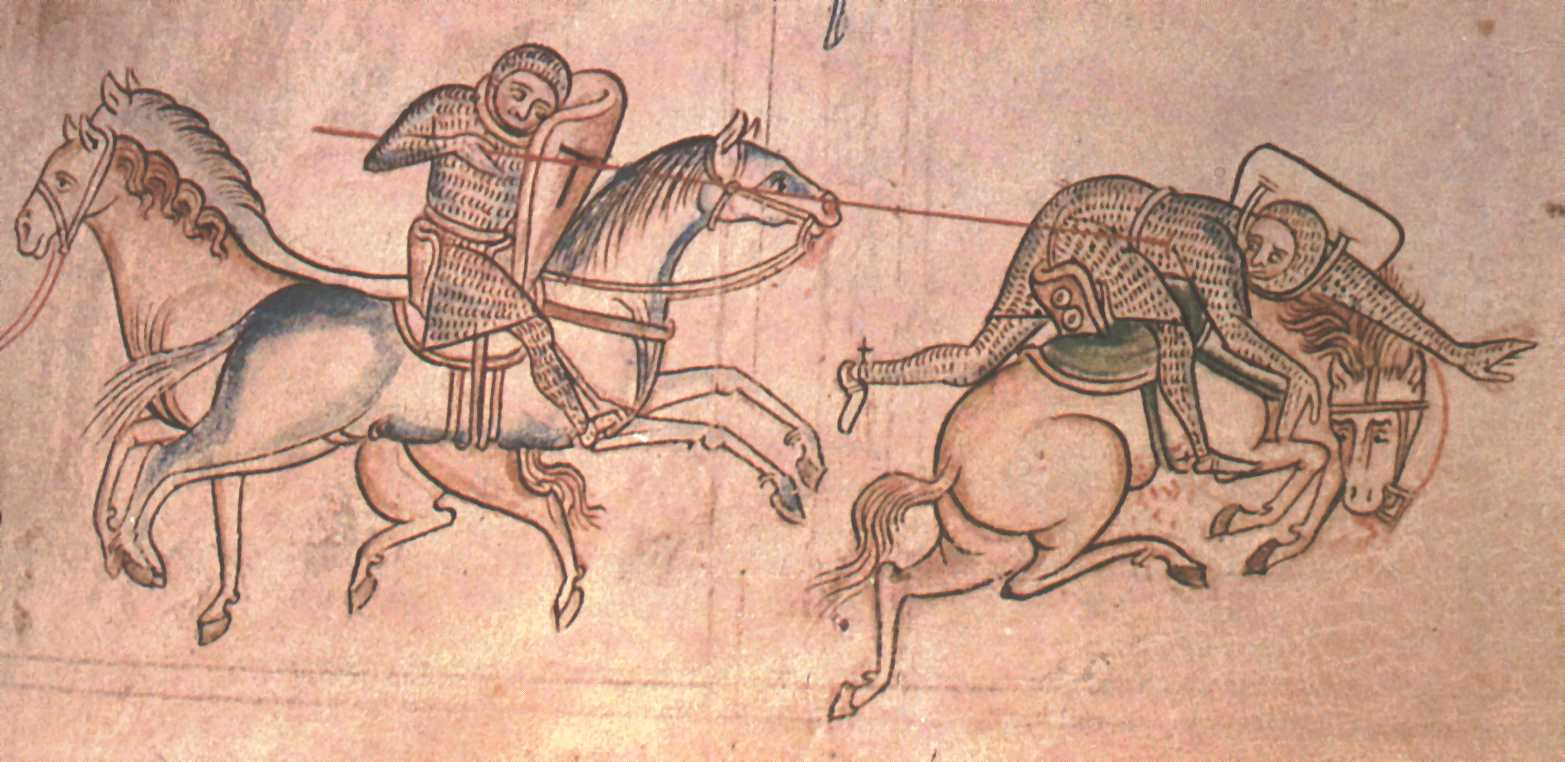
ボールドウィン・ド・ギーヌを落馬させたウィリアム・マーシャル。マシュー・パリスの『大年代記』より

長男でなかったウィリアムは、相続すべき土地も財産もなかったため、財産は自分で稼ぐ必要があった。12歳頃（1156年頃）にノルマンディーのタンカルヴィルへ送られ、マーシャル家と姻戚関係（母の従兄弟）にあったウィリアム・オブ・タンカーヴィルの居城タンカルヴィル城で育てられる際、ウィリアムは騎士になるべく修行を積まされた。騎士に叙任されたのは1164年頃、ヘンリー2世とフランス王ルイ7世が衝突したノルマンディーの戦場での叙任式と推定されている。
初戦闘は叙任式直後で、突撃で槍が折れ馬が負傷したが街路の戦闘で手柄を立てた。しかし捕虜を確保せず身代金を取らなかったため戦闘前より金に窮してしまい、見かねたウィリアム・オブ・タンカーヴィルに馬上槍試合（トーナメント）を勧められ、負傷が元で死んだ馬の代わりに新しい馬も与えられ、トーナメントへ出場することになった。当時のトーナメントは危険を伴い、死ぬことすらあるというものだった。さらに、負けた場合は捕虜に取られ、勝利者に馬と甲冑を没収の上、身代金を支払うシステムであった。このトーナメントに勝利することでウィリアムは多額の身代金を手に入れ、一財産を作り上げることに成功する。
タンカーヴィルの所を出た彼は、1167年に一旦イングランドへ帰国したが、ポワティエの反乱鎮圧を命じられた母方の伯父のソールズベリー伯に仕え再び大陸へ渡った。翌1168年、伯父がヘンリー2世の王妃アリエノール・ダキテーヌの護衛中にギー・ド・リュジニャンの待ち伏せに遭って殺され、ウィリアムもこの戦いで傷つき捕虜にされるも、ウィリアムの戦いぶりが高く評価され、アリエノールが身代金を支払ったので釈放された。そのため、ウィリアム・マーシャルの物語でアリエノールはかなり良い役回りを与えられている。なお、この間父と異母兄2人が亡くなり、父の遺産と役職は同母兄ジョンが相続している。

### イングランド王家へ仕官
縁故を得たアリエノールの尽力により、ウィリアムは1170年にはヘンリー2世とアリエノールの嫡男若ヘンリー王に騎士道を教える立場となり、1173年には若ヘンリー王を騎士に叙任する儀式を執行する役目も与えられた。しかし同年、若ヘンリー王は父に対する反乱を起こす。この内乱時にウィリアムがどのような活躍をしたかについては、『ウィリアム・マーシャル伝』には詳しい記述はないが、1174年のヘンリー2世父子の和解の会議に出席していることから和解に協力したと見られ、翌1175年に父子に随行してイングランドへ再度帰国したが、1176年には若ヘンリー王に従いまたもや大陸へ渡り、以後12年におよぶ武者修行に明け暮れた。この期間は様々な逸話が語られ、トーナメントが始まる前にダンスを踊った際、観客が詩を歌いながら馬を求めるとすぐさま始まった試合で馬を奪い観客に与えた、1日に2回同じ相手から馬を奪い取り周囲を驚かせた、1177年にロジェ・ドゴージと2人でトーナメントを渡り歩いた際、10ヶ月の間に2人で協力し103人もの捕虜を取ったなどの話が残されている。
若ヘンリー王とウィリアムの関係は良好なものであったが、1182年になると若ヘンリー王の妃マルグリットとウィリアムの間に不倫関係があるとの非難を受け、若ヘンリー王の下を去ることになった。ウィリアムはヘンリー2世の宮廷に行き、告発人と決闘裁判（ゲルマン法に基づく裁判方法で、勝った方の言い分が正当と評価される）を申し出るが、これも拒否されてしまう。しかし翌1183年2月に若ヘンリー王が再び父に反乱を起こすと若ヘンリー王の下へ戻り加勢、数ヵ月後に急死した若ヘンリー王の最期を看取った。その際、熱病で死の淵にあった若ヘンリー王は、十字軍への参加という自らは果たせなかった誓いを達成するようウィリアムに依頼した。これを受け、ウィリアムは1183年から1186年まで十字軍に参加し、聖地において死ぬ時はテンプル騎士団として埋葬されることを誓った。この誓い通り、ウィリアムは死の直前にテンプル騎士団に入団している。
聖地から帰還したウィリアムは1187年からヘンリー2世に仕え、ランカシャーに領地を与えられた。ヘンリー2世の治世下では若ヘンリー王の弟リチャード（後のリチャード1世）がフランス王フィリップ2世と結託した反乱が起きていて、ウィリアムがかつて若ヘンリー王と一緒にリチャードにも指導していた関係から助言者として重用されたのである。1189年、ル・マンからシノン城での戦闘で、ウィリアムはリチャードを落馬させ、たやすく命を取れる状況になったがリチャードを殺さず（一説にはこの時、リチャードが鎧など武具を身に着けていなかったため）、代わりに馬を殺すにとどめた。主君がシノン城へ撤退するまで時間稼ぎを果たしたが、衰弱し切っていたヘンリー2世はリチャードやフィリップ2世と休戦した直後にこの城で亡くなり、若ヘンリー王に続いてヘンリー2世の最期を看取ったウィリアムは遺体をフォントヴロー修道院へ埋葬した。
ヘンリー2世の死後、ウィリアムはかつて敵対していたリチャード1世に仕えることになる。リチャード1世は、ヘンリー2世によって長年ソールズベリーに幽閉されていた母アリエノールのもとへ、身の解放を告げる使者としてウィリアムを派遣した。リチャード1世は自分の命を取ろうとしたという理由で、忠義の騎士であるウィリアムを排除するほど狭量な君主ではなかったのである。釈放されたアリエノールと合流するとロンドンまで行列を指揮・行進した。

### リチャード1世、ジョン王の治世期
1189年の秋、既に40歳を越えていたウィリアムは、ウェストミンスター寺院で挙行されたリチャード1世の戴冠式に王笏を持つ名誉を与えられ参列、リチャード1世の勧めでイザベル・ド・クレアと結婚した。この約束は既にヘンリー2世との間で交わされていたが、リチャード1世が改めて確認した形となった。イザベルは17歳であったが、当時の貴族の次男以下はある程度栄達してからでなければ嫁のなり手がなかったため、取りたてて晩婚というわけでもない。これによって、ウィリアムは領土を持たない貧乏貴族から、イングランド、ウェールズ、ノルマンディー、アイルランドに広大な領土を持ち、かつ宮廷で権威のあるペンブルック伯の身分を手に入れた。
1190年、リチャード1世が第3回十字軍に参加すると、ウィリアムは摂政に任命されるが、後にリチャード1世の弟ジョンが最高法官（ジャスティシャー、ラテン語のユスティティエ。王のイングランド不在時の行政の責任者）のウィリアム・ド・ロングチャンプを追放する際、ジョンに味方した。しかしやがてウィリアムはジョンの関心があまりにリチャード1世と異なっていることに気づき、1193年に体制派が起こした反乱に参加している。リチャード1世はロングチャンプ追放に協力したウィリアムを許しただけでなく、死の淵でウィリアムをルーアンの管理人に指名し、空位期間中の王室財産の管理も任せている。この間、1194年に同母兄ジョンが死去したため、兄が在職していたアール・マーシャルを引き継いだ。
1199年のリチャード1世死去で後継者が取り沙汰された時、甥のアーサーを退けジョンを支持してジョンのイングランド王即位に協力する一方、ノルマンディーの領地のためにフランス王フィリップ2世にも臣下の礼をとってもいる。1207年からアイルランドのレンスターへ移住し、1212年までそこで領地経営に従事、同年のウェールズでの戦争のために召集された。1215年にラニーミードでジョンがマグナ・カルタに調印した際、貴族達との調整役を務め、第一次バロン戦争のさいにイングランド王家に忠誠を尽くした。そのためジョンの覚えもめでたく、死の床でジョンは9歳のヘンリー3世の王位継承に尽くすように言い残した。

### イングランドの摂政
1216年11月11日、ウィリアムは摂政として幼いヘンリー3世に仕えることになった。既に70代の老齢ながら、イングランド王位を狙うフランス王太子ルイ（後のルイ8世）と反乱貴族達を相手に精力的に戦った。リンカーンの戦いでは若い騎士達と共に先頭に立って戦い、勝利に貢献した。ウィリアムはドーバー海峡で戦っていたヒューバート・ド・ブルースが勝利していたなら、ロンドンを占拠するルイ王太子を包囲する準備まで整えていた。1217年には、ルイや反乱した貴族達を厳しく非難することもなく、寛容の心で許している。
だが、ウィリアムの狙いはむしろ早期の和解にあったという記録が残っている。節制と相手への譲歩はウィリアムの政策の中心であり、若いヘンリー3世に対する安全と平和を望んだ。1217年にマグナ・カルタが再発行された際、証人としてサインしてもいる。ウィリアムの存在なしには、イングランドはジョンの悪政によって崩壊していた可能性もあるとされる。フランス王と反乱貴族達は王の言葉でなく、ウィリアムの方を信用していた。

### 死と遺産
1219年2月、ウィリアムの健康状態は悪化し、5月に自分の死期を悟ったと言う。ウィリアムは長男で同名のウィリアム、および家族の騎士達を呼び寄せた。さらにオックスフォードにある自分の領地に戻ると、そこで貴族達とヘンリー3世、カトリックの司教達と会談した。その際、司教は摂政に宗教上の問題を任せる制度について異議を唱えたが、ウィリアムはこれを拒絶している。この時会談を持った司教達を信頼していなかったからである。その後ウィリアムは十字軍に参加した時の誓い通り、死ぬ前にテンプル騎士団に入団するという誓いも達成した。
1219年5月14日に75歳または83歳の高齢で死去、ロンドンのテンプル教会に埋葬された。現在でもそこではウィリアムの彫像を見ることができる。
ウィリアムの死後、長男が父の従者ジョン・デアリーに命じ、父の生涯を綴った『ウィリアム・マーシャル伝』を作成、1226年に完成した。この書物はウィリアムの死後間もなく書かれたものであり、ウィリアムの活躍を（若干の誇張も入っていると思われるが）現代に伝えるものである。騎士としての業績には議論の余地があるかも知れないが、マグナ・カルタを支持したことなど、イングランド史に与えた影響は大きい。

## 子女
1189年、第2代ペンブルック伯リチャード・ド・クレアの娘イザベルと結婚、10人の子供を儲けた。
- ウィリアム（1190年 - 1231年） - 第2代ペンブルック伯
- リチャード（1191年 - 1234年） - 第3代ペンブルック伯
- モード（1192年 - 1248年） - ノーフォーク伯ヒュー・ビゴッド（英語版）と結婚、サリー伯ウィリアム・ド・ワーレン（英語版）と再婚。
- ギルバート（英語版）（1194年 - 1241年） - 第4代ペンブルック伯
- ウォルター（英語版）（1196年 - 1245年） - 第5代ペンブルック伯
- アンセル（1198年 - 1245年） - 第6代ペンブルック伯
- イザベル（1200年 - 1240年） - ハートフォード伯兼グロスター伯ギルバート・ド・クレアと結婚、コーンウォール伯リチャードと再婚。スコットランド王ロバート1世の曾祖母。
- シビル（1202年 - 1234年） - ダービー伯ウィリアム・ド・フェラーズ（英語版）と結婚。
- ジョアン（1203年 - 1246年） - スワンスコンブの領主ワリンと結婚。
- エバ（1203年 - 1246年） - アバーガヴェニーの領主ウィリアムと結婚。マーチ伯ロジャー・モーティマーの曾祖母、子孫にエドワード4世、アン・ブーリンやジェーン・シーモアがいる。